# Aichach
Aichach – miasto powiatowe w Niemczech, w kraju związkowym Bawaria, w rejencji Szwabia, w regionie Augsburg, siedziba powiatu Aichach-Friedberg.
Leży około 20 km na północny wschód od Augsburga, nad rzeką Paar, przy drodze B300 i linii kolejowej Ingolstadt-Augsburg.

## Polityka
Burmistrzem miasta jest Klaus Habermann z SPD, rada miasta składa się z 30 osób
|      | CSU | SPD | FWG Aichach und Ortsteile | Zieloni | CWG Aichach mit Ortsteilen | FDP | Razem |
| 2008 | 12  | 9   | 6                         | 1       | 1                          | 1   | 30    |
| 2002 | 12  | 10  | 5                         | 1       | 1                          | 1   | 30    |

## Współpraca
- Brixlegg, Austria
- Gödöllő, Węgry
- Schifferstadt, Nadrenia-Palatynat